# Rotala rotundifolia
Rotala rotundifolia är en fackelblomsväxtart som först beskrevs av Buch.-ham. och William Roxburgh, och fick sitt nu gällande namn av Emil Bernhard Koehne. Rotala rotundifolia ingår i släktet Rotala och familjen fackelblomsväxter. Inga underarter finns listade i Catalogue of Life.

## Bildgalleri

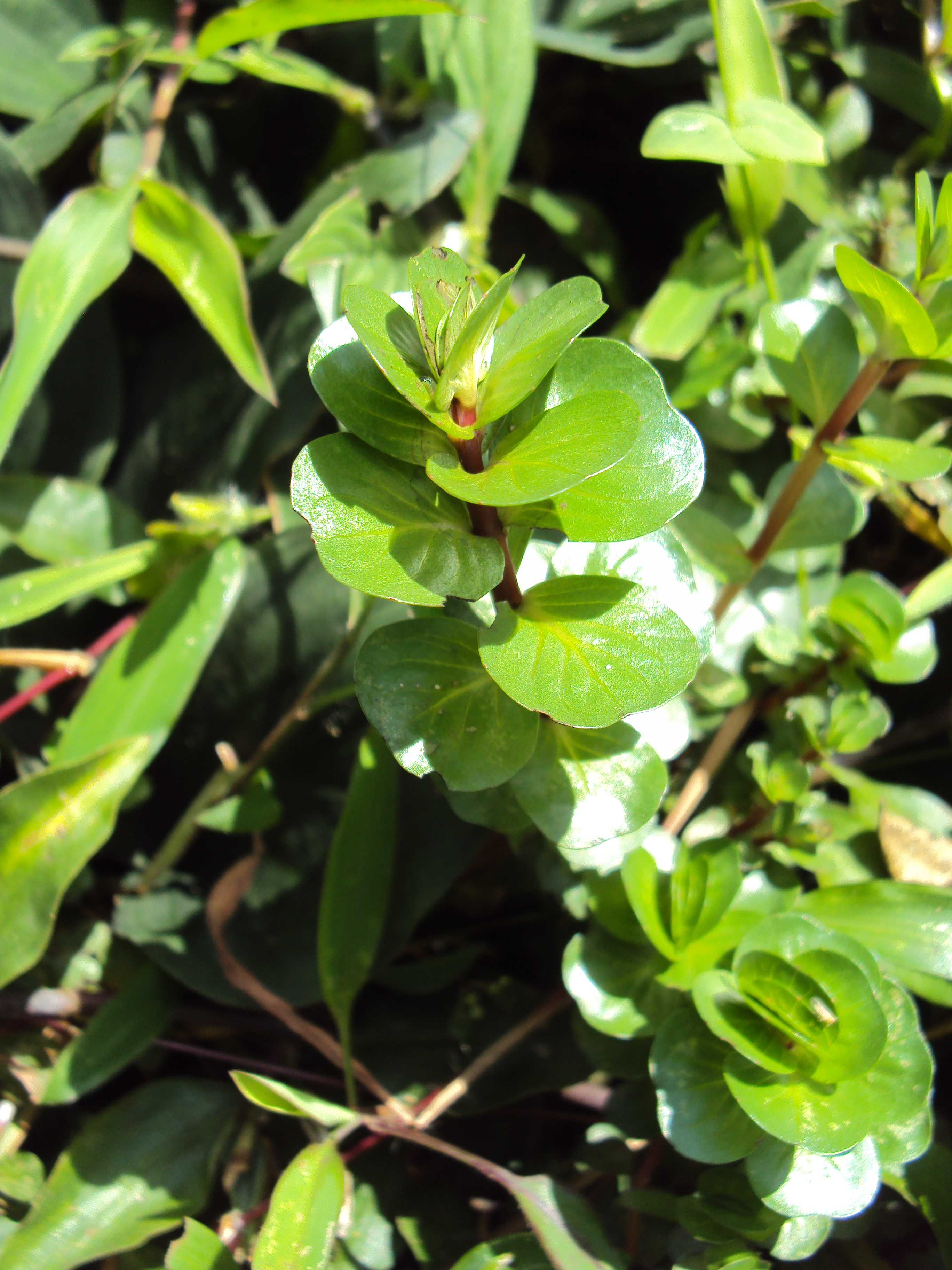
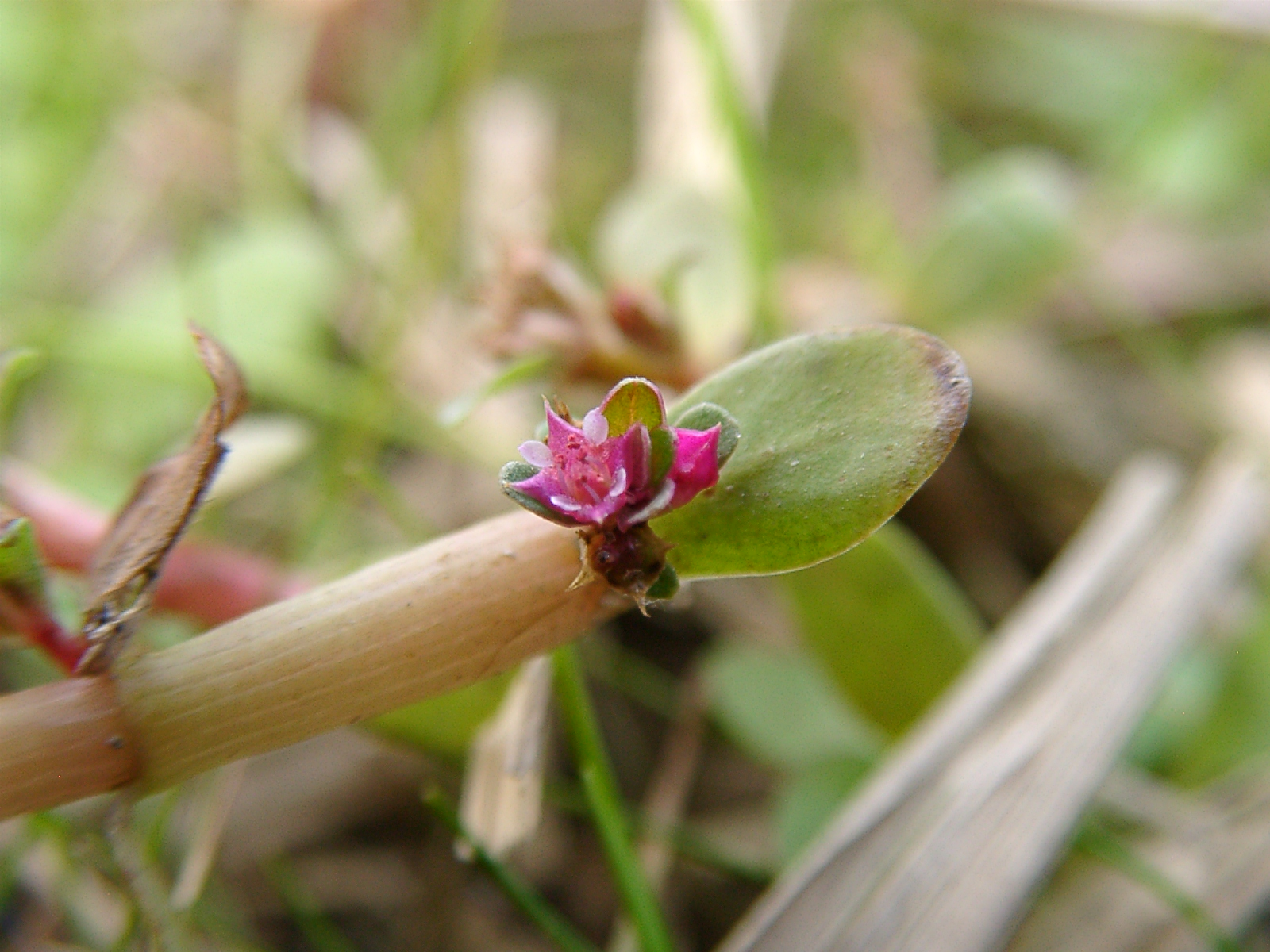